# Windtalkers
Windtalkers is een film over de Tweede Wereldoorlog uit 2002, die is geregisseerd door John Woo. Nicolas Cage en Christian Slater spelen de rollen van twee Amerikaanse mariniers in Saipan, Japan. 

## Verhaal
Het Amerikaans leger gebruikt in de Tweede Wereldoorlog een codesysteem van de Navajo-indianen. De twee mariniers Joe Enders en Pete Anderson krijgen de opdracht tijdens de explosieve en gewelddadige verovering van het Japanse eiland Saipan twee Najavo-codetaalsprekers te beschermen en te doden indien ze gevangen worden genomen door de Japanners, zodat de Japanners de code niet kunnen kraken.

## Rolverdeling
- Nicolas Cage — Sergeant Joe Enders
- Adam Beach — Soldaat Ben Yahzee
- Peter Stormare — Gy. Sgt. Hjelmstad
- Noah Emmerich — Soldaat Chick
- Mark Ruffalo — Soldaat Pappas
- Brian Van Holt — Soldaat Harrigan
- Martin Henderson — Soldaat Nellie
- Roger Willie — Soldaat Charlie Whitehorse
- Christian Slater — Sergeant Pete "Ox" Anderson
- Frances O'Connor — Rita
- Jason Isaacs — Majoor Mellitz
- Billy Morts — Fortino
- Cameron Thor — Mertens

## Achtergronden
Windtalkers werd opgenomen op Hawaï. Centraal staat de Slag om Saipan in de Tweede Wereldoorlog, waarbij aan Japanse zijde meer dan veertigduizend mensen omkwamen en aan Amerikaanse zijde circa 5.000. Oorspronkelijk werd Steve Termath gecast in de rol van soldaat Nellie, maar moest de productie vroegtijdig verlaten omdat hij daadwerkelijk voor militaire dienst werd opgeroepen. 
De film was financieel geen succes. De totale opbrengst bedroeg 77.6 miljoen dollar, tegen een budget van 115 miljoen dollar. De première van de film werd meerdere malen uitgesteld. Recensies waren wisselend over de film. Op Rotten Tomatoes scoort de film 33% aan goede beoordelingen. Een veelgehoord punt van kritiek was dat de film zich te veel focuste op Cages personage en te weinig op de codetaal en de codesprekers zelf, waar de titel op slaat. Wat ook werd opgemerkt is dat Cage, alhoewel hij een gevestigde acteur is, wellicht te oud is voor de rol van een jonge, verwarde legerofficier. Wat eveneens opvalt is dat het Amerikaans leger in werkelijkheid de slag vrij ruim won, terwijl in deze film aan zowel Japanse als Amerikaanse zijde grote verliezen worden geleden.

## Prijzen en nominaties
| Jaar | Prijs              | Genomineerde         | Categorie                  | Resultaat   |
| ---- | ------------------ | -------------------- | -------------------------- | ----------- |
| 2003 | Harry Award        |                      | Beste mannelijke bijrol    | genomineerd |
| 2003 | World Stunt Awards | Brett A. Jones       | Beste vuurstunt            | gewonnen    |
| 2003 | World Stunt Awards | Al Goto & David Wald | Beste vuurstunt            | genomineerd |
| 2003 | World Stunt Awards | Spencer Sano         | Beste werk op grote hoogte | genomineerd |